# 加拿大公园局
加拿大公园管理局（英語：Parks Canada，也称为）是加拿大的一个政府机构，受托保护国家重要的资源，如加拿大自然和文化遗产，保护生态发展。加拿大公园管理局管理着加拿大36个国家公园、7个国家公园保护区、2个国家海上保护区、1个国家风景区和157个国家历史遗迹。

## 历史
加拿大公园管理局成立于1911年，是内务部的一个分支机构，也是世界上第一个国家公园保护机构。加拿大公园管理局主要根据《加拿大国家公园法》来管理，该法律于1930年通过，目前使用的是2000年修订版本。